# Werschberg
Werschberg ist ein Ortsteil der Gemeinde Much im deutschen Bundesland Nordrhein-Westfalen. Werschberg liegt im östlichen Teil der Gemeinde an der Grenze zu Ruppichteroth.

## Lage
Werschberg liegt im südöstlichen Teil der Gemeinde Much und hat ca. 100 Einwohner. Der Ort besteht aus zwei Ortsteilen, die von den Bewohnern mit Werschberg-Süd und Werschberg-Nord bezeichnet werden. Bei dem letztgenannten Ortsteil handelt es sich um den früheren Ort Siefen, der in den 1950er Jahren Werschberg angegliedert wurde.

## Geschichte
Urkundlich wurde Werschberg erstmals 1098 erwähnt. Nach alten Überlieferungen soll früher eine Hexe in Werschberg ihr Unwesen getrieben haben.
1901 hatte der Weiler 64 Einwohner. Haushaltsvorstände waren Peter Heidgen, Josef Hermerath, Karl Keppler, Elisabeth Keppler, Gertrud Keppler, Joh. Peter Ludwig, Karl Josef Neu, Witwe Jakob Steimel, Witwe Peter Steimel, Peter Josef Steimel und Jakob Stöppler. Bis auf Hausierer Hermerath und Maurer Faßbender waren alle Ackerer.

## Wirtschaft und Infrastruktur
Ursprünglich dominierte die Landwirtschaft in dem Ort. Ab den 1950er Jahren ging die Anzahl der Vollerwerbslandwirte jedoch stetig zurück. Heute gibt es noch einen Vollerwerbs- und drei Nebenerwerbslandwirte in Werschberg. 

## Kultur und Sehenswürdigkeiten
Die Einwohner von Werschberg nehmen sowohl aktiv am Erntedankfest des Bröltaler Erntevereins Bruchhausen-Röttgen teil, wie auch am Mucher Karneval. Neben einem Wegekreuz gibt es in Werschberg noch ein privat errichtetes Kriegerdenkmal, das an die im Ersten Weltkrieg und Zweiten Weltkrieg gefallenen Bewohner aus Werschberg, Bech, Erlen und Höfferhof erinnert.